# Molines-en-Champsaur
Ne doit pas être confondu avec Molines-en-Queyras.
Molines-en-Champsaur est une localité de La Motte-en-Champsaur et une ancienne commune française, située dans le département des Hautes-Alpes en région Provence-Alpes-Côte d'Azur.
Elle se trouve à l'ouest du massif des Écrins et a été rattachée à sa voisine La Motte-en-Champsaur en 1931.

## Géographie

### Situation
La commune de Molines occupait tout le haut du bassin versant de la Séveraissette, affluent du Drac descendant du massif du Vieux Chaillol en direction de l'ouest. Elle était placée en cul-de-sac, bordée au nord-ouest par le Petit Chaillol (2748 m.), à l'est par le Vieux Chaillol (3163 m.), au sud par le Pic Queyrel (2435 m.), avec comme seule communication avec l'extérieur, hormis des cols élevés, la route descendant vers la Motte le long de la Séveraissette, souvent coupée par la neige et le gel en hiver.
La limite entre les deux communes se trouvait à mi-chemin entre les deux villages, à la hauteur des torrents de Valette et du Crépon ; on trouve encore de part et d'autre de ce dernier les restes de deux anciennes bergeries nommées respectivement Jas de la Motte et Jas de Molines.
La commune avait une superficie de 41,64 km2

## Le village
Le village de Molines est installé à 1250 mètres d'altitude, auprès du confluent de la Rouanne (nom du cours supérieur de la Séveraissette) et du torrent du Vallon. Il bénéficie d'une position relativement agréable, face au sud, dans un élargissement important de la vallée propice aux cultures et au pacage.
Au début des années 2000, il ne restait qu'une personne vivant à l'année au village ; depuis, un couple s'est installé et a ouvert un gîte-hôtel qui permet au hameau de maintenir une vie permanente. L'ancien presbytère a été transformé en maison forestière tenue par les gardes du parc national des Écrins.
La chapelle, répertoriée comme « Église paroissiale Saint-Barthélémy » sur la Base inventaire du Ministère de la culture, a été rénovée en 2011.

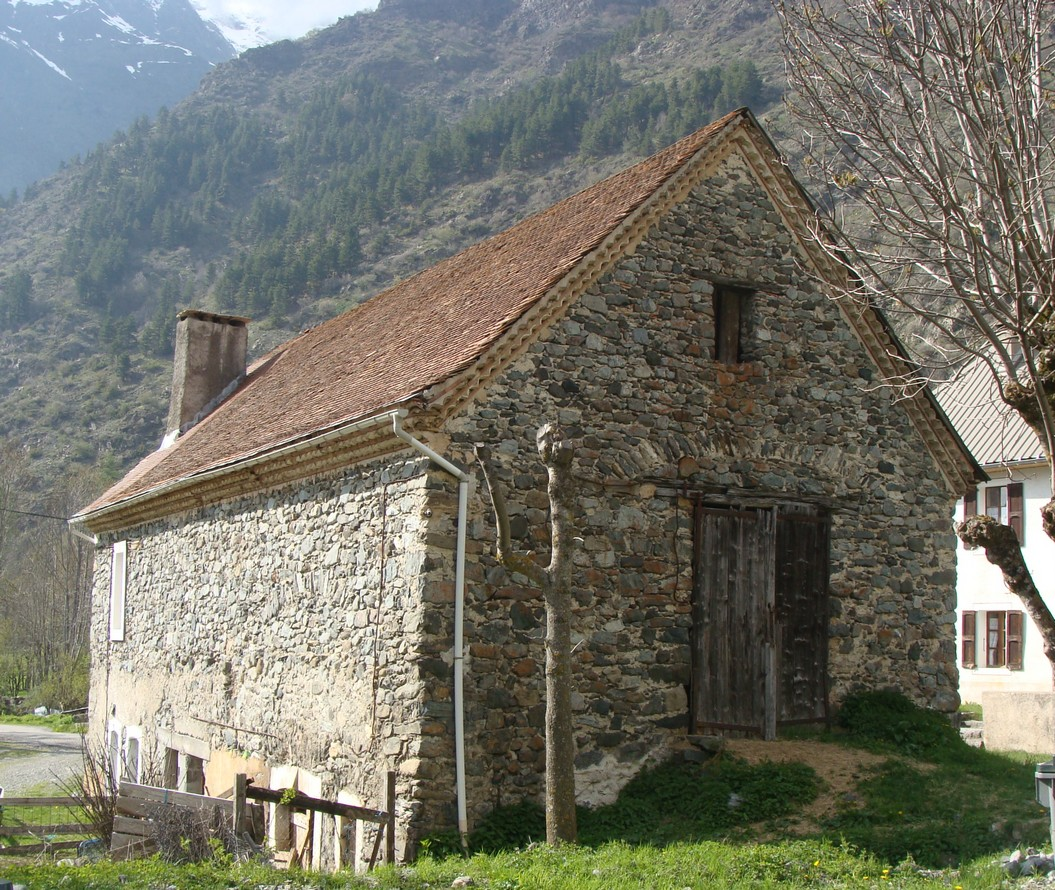
Ancienne maison du village de Molines
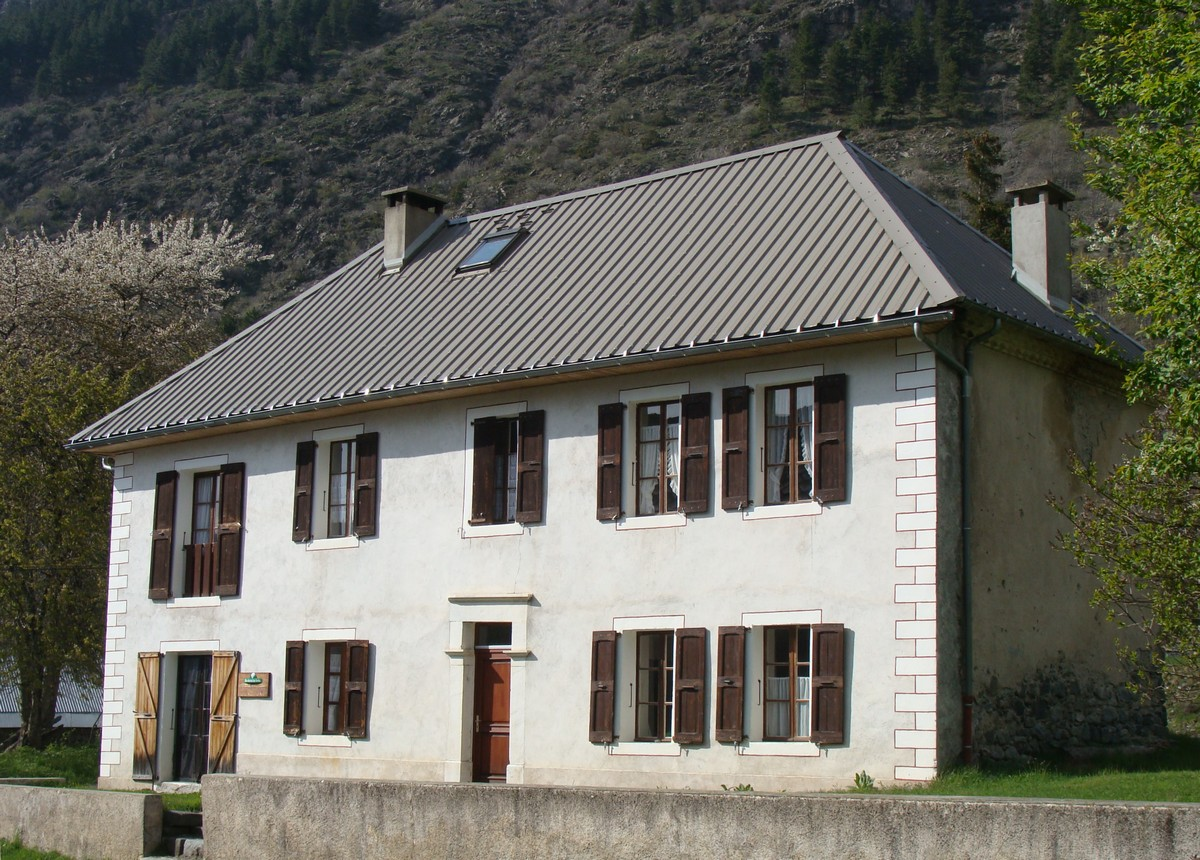
L'ancien presbytère, aujourd'hui maison forestière
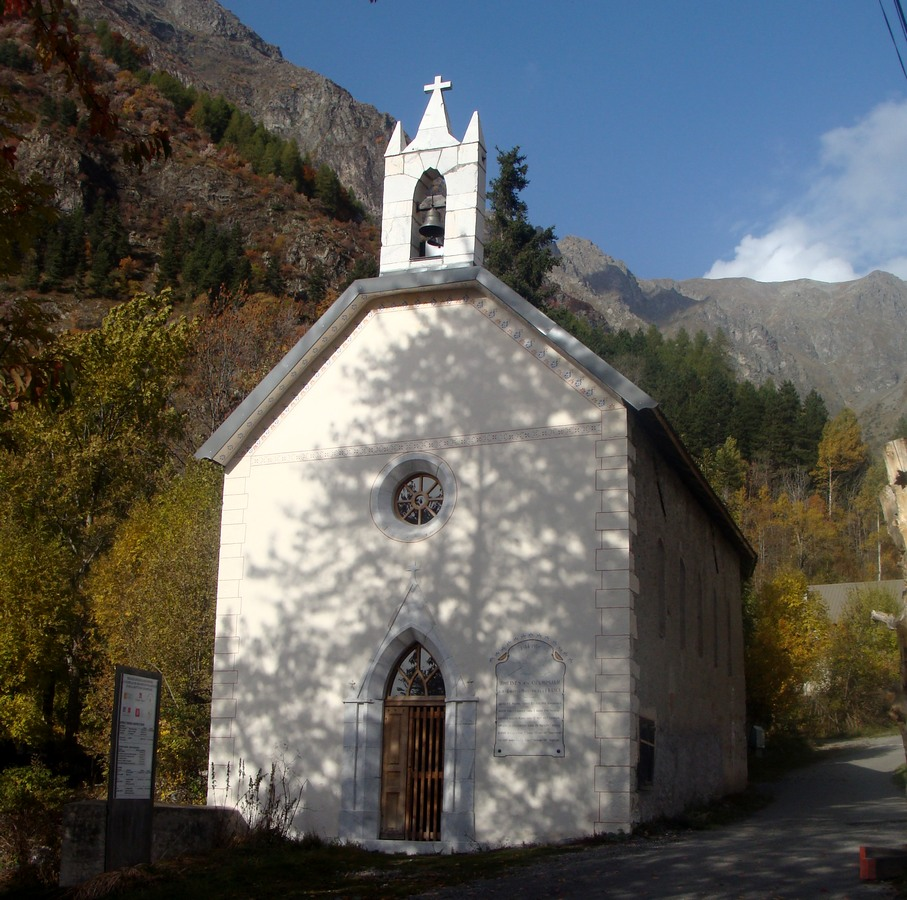
La chapelle

## Hameaux
Autrefois la commune comptait plusieurs hameaux nichés en haut de la vallée, à 4 ou 5 kilomètres en amont de Molines, mais ils ont été abandonnés au début du XXe siècle :
- le hameau du Roy domine le confluent du Riou-Beyrou et du torrent de Colombier, donnant naissance à la Rouanne ;
- sur la rive droite de la Rouanne, proche du Roy, le hameau de Boyer, bien exposé ;
- sur le torrent du Colombier, le hameau des Sellons, qui fut le dernier abandonné.

Un autre hameau se trouvait en aval, à mi-chemin entre Molines et la Motte : Valette, au bord du torrent du même nom, sur la rive droite de la Séveraisse. 
De tous ces hameaux ne restent que quelques ruines.

## Toponymie
Le nom de la localité est attesté sous la forme Molini en 1345 et en 1390.
Ce toponyme signifie « moulin ». Le canal d’Ancelle sert, à l'origine, à faire tourner les moulins de Ancelle. Ces derniers commencent à se répandre au cours des IXe et Xe siècles, mais c’est à la fin du XIIe et au XIIIe siècles qu’ils se multiplient. Outre à moudre le blé, ils servent à alimenter des installations mécaniques tels que les marteaux de forge, les foulons pour la teinte des tissus, et plus tard les scieries. Le moindre cours d’eau pouvait être aménagé, quitte à ne faire fonctionner les moulins que sur une courte période de l’année, lorsque l’écoulement le permettait. Les noms des villages de Molines-en-Champsaur et Molines-en-Queyras attestent encore aujourd’hui de l’importance de ces installations.
Champsaur est un éponyme.
Molinas de Champsaur en occitan vivaro-alpin

## Histoire
La commune est rattachée en 1931 à la commune voisine de La Motte-en-Champsaur.

## Administration
| Période | Période | Identité | Étiquette | Qualité |
| ------- | ------- | -------- | --------- | ------- |
|         |         |          |           |         |

## Démographie
| 1793 | 1800 | 1806 | 1821 | 1831 | 1836 | 1841 | 1846 | 1851 |
| ---- | ---- | ---- | ---- | ---- | ---- | ---- | ---- | ---- |
| 150  | 141  | 163  | 181  | 161  | 162  | 163  | 177  | 170  |

| 1856 | 1861 | 1866 | 1872 | 1876 | 1881 | 1886 | 1891 | 1896 |
| ---- | ---- | ---- | ---- | ---- | ---- | ---- | ---- | ---- |
| 170  | 145  | 156  | 140  | 143  | 138  | 131  | 138  | 118  |

| 1901 | 1906 | 1911 | 1921 | 1926 | 1931 | - | - | - |
| ---- | ---- | ---- | ---- | ---- | ---- | - | - | - |
| 102  | 107  | 100  | 62   | 72   | 22   | - | - | - |

Histogramme

(élaboration graphique par Wikipédia)

## Tourisme
Le village de Molines est situé à l'entrée de la zone centrale du parc national des Écrins. C'est un point de départ naturel pour de nombreuses randonnées pédestres, de la plus facile (le « vallon du Roy ») à la plus sportive (le Vieux-Chaillol par l'ouest). Le « sentier de ronde », qui remonte le vallon sur la rive gauche, fait le tour du Roy et revient par la maison forestière de Londonnière, est une balade longue mais facile permettant de découvrir l'ensemble du site.

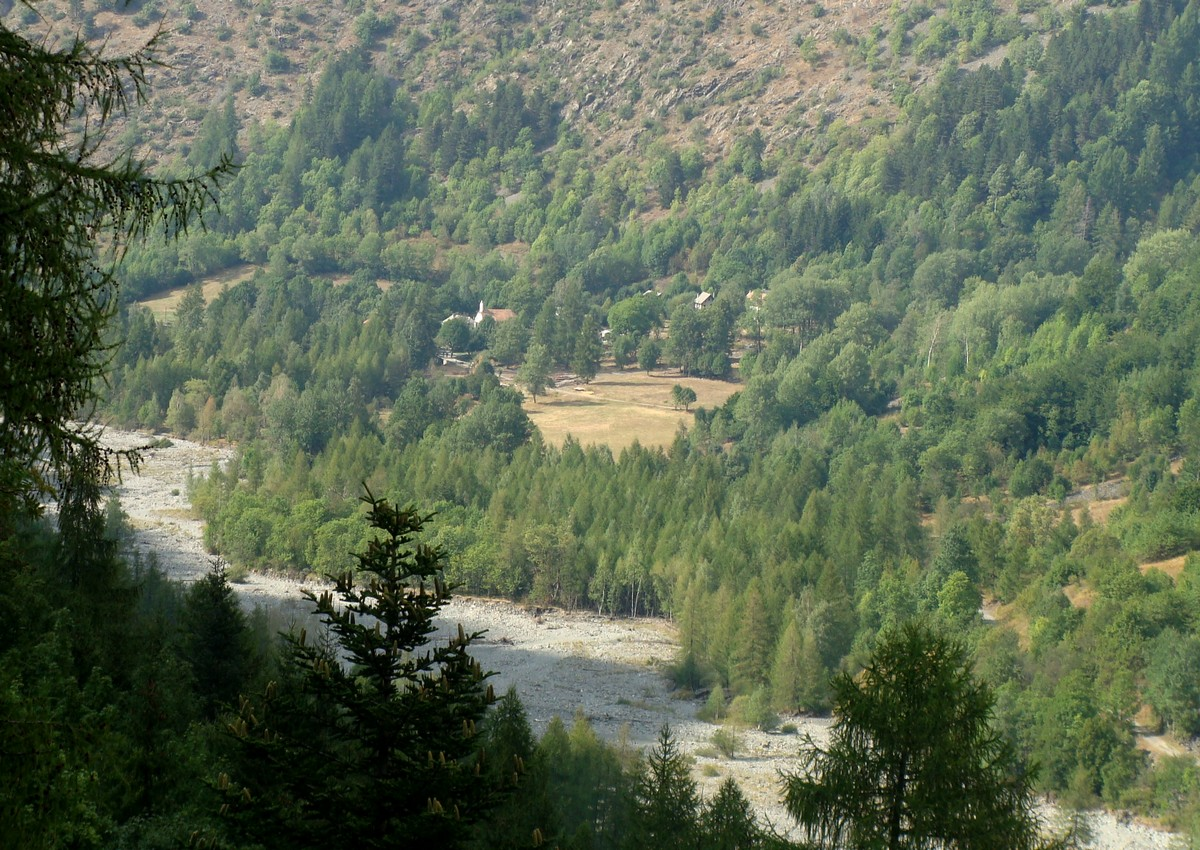
Molines vu du "sentier de ronde" du vallon du Roy
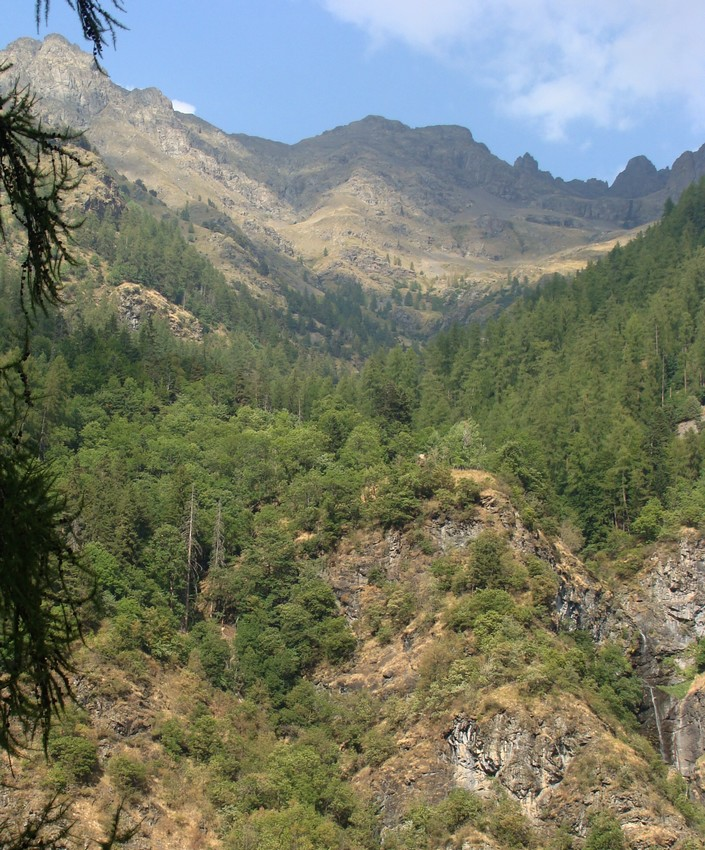
Le vallon de Londonnière et la crête de Colle-Blanche
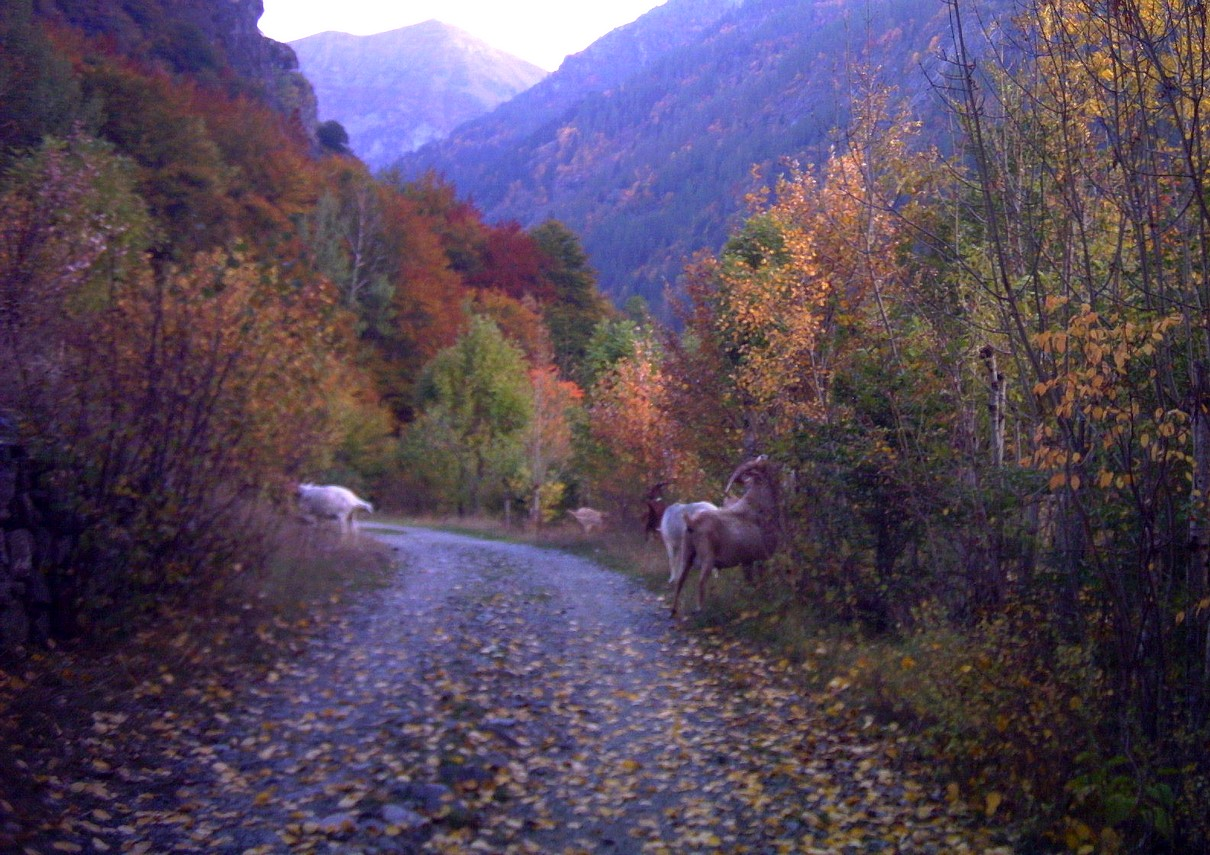
Bouquetins sur la route forestière du Roy